# Sisco Mesa
Sisco Mesa är en platå i Antarktis. Den ligger i Västantarktis. Inget land gör anspråk på området.